# Desgasificador
El desgasificador en una caldera se refiere al tanque desaireador de alimentación de esta. Este tanque tiene 3 funciones principales en una caldera:
1. Extraer el oxígeno disuelto: no está de más hacer un análisis del daño que provoca instalaciones que trabajan con el vital elemento (agua).
2. Calentar el agua de alimentación: el agua de alimentación es calentada, para que al entrar a la caldera no sea necesaria tanta energía para llegar a una temperatura de utilización.
3. Almacenar agua de alimentación: la palabra lo indica, el desaireador es un tanque que está a continuación del tanque cisterna.

Un desgasificador es un que equipo que remueve O2 del agua de alimentación a calderas (BFW) ya que el oxígeno es altamente corrosivo en los circuitos de vapor.
Termodinamicamente es un equipo que genera una o varias etapas de equilibrio al poner en contacto una solución saturada de O2 y una corriente de vapor puro. El equilibrio químico desplaza O2 de la corriente líquida saturada a la corriente de vapor puro para cumplir con y(vap) = H*x (liq) (Henry o equivalente)
Es conveniente revisar ([Smith Vaness])